# Vimolj pri Predgradu
Vimolj pri Predgradu je naselje u slovenskoj Općini Kočevju. Vimolj pri Predgradu se nalazi u pokrajini Dolenjskoj i statističkoj regiji Jugoistočnoj Sloveniji. 

## Stanovništvo
Prema popisu stanovništva iz 2002. godine naselje je imalo 14 stanovnika.